# Дренок (община Старо Нагоричане)
Вижте пояснителната страница за други значения на Дренок, Дренък.
Дренок или Дренък (на македонска литературна норма: Дренок) е село в Северна Македония, в община Старо Нагоричане.

## География
Селото е разположено в областта Славище.

## История
В края на XIX век Дренок е българско село в Кумановска каза на Османската империя. Според статистиката на Васил Кънчов („Македония. Етнография и статистика“) от 1900 година Дрѣнъкъ е населявано от 525 жители българи християни.
Цялото християнско население на селото е под върховенството на Българската екзархия. По данни на секретаря на екзархията Димитър Мишев („La Macédoine et sa Population Chrétienne“) в 1905 година в Дренок има 560 българи екзархисти. Според секретен доклад на българското консулство в Скопие всичките 82 къщи в селото през 1904 година под натиска на сръбската пропаганда в Македония признават Цариградската патриаршия.
В учебната 1907/1908 година според Йован Хадживасилевич в селото има патриаршистко училище.
При избухването на Балканската война в 1912 година 1 човек от селото е доброволец в Македоно-одринското опълчение.
По време на Първата световна война Дрѣнъкъ има 755 жители.
Според преброяването от 2002 година селото има 54 жители, всички северномакедонци.

## Личности
Родени в Дренок
- Милан Алексов, македоно-одрински опълченец, 4 рота на 3 солунска дружина[8]
- Стойче (Стойчо) Ангелов, македоно-одрински опълченец, зидар, 2 рота на 2 скопска дружина, ранен на 9 юли 1913 година, носител на кръст „За храброст“ ІV степен[9]